# Heraclia nigridorsa
Heraclia nigridorsa är en fjärilsart som beskrevs av George Francis Hampson 1901. Heraclia nigridorsa ingår i släktet Heraclia och familjen nattflyn. Inga underarter finns listade i Catalogue of Life.